# Georges Pintens
Georges Pintens (Amberes, 15 de octubre de 1946), fue un ciclista  belga, profesional entre 1968 y 1976, cuyos mayores éxitos deportivos los logró en el Tour de Francia y en la Vuelta a España, pruebas en las que obtuvo sendas victorias de etapa. También destacó en las clásicas de un día imponiéndose en una ocasión en la Gante-Wevelgem, en la Amstel Gold Race, en la Lieja-Bastogne-Lieja y en la Milán-Turín.   

## Palmarés
| 1967 - París-Roubaix amateur 1968 - 1 etapa en el Tour de Francia 1969 - Gran Premio de Fráncfort 1970 - Amstel Gold Race - 1 etapa del Tour de Luxemburgo 1971 - Gante-Wevelgem - Milán-Turín - Vuelta a Suiza, más 1 etapa - Druivenkoers Overijse | 1972 - GP Kanton Aargau 1973 - Vuelta a Andalucía y 1 etapa - Gran Premio de Fráncfort 1974 - Lieja-Bastogne-Lieja 1976 - 1 etapa en la Vuelta a España |

## Resultados en Grandes Vueltas
| Carrera         | 1968 | 1969 | 1970 | 1971 | 1972 | 1973 | 1974 | 1975 | 1976 |
| --------------- | ---- | ---- | ---- | ---- | ---- | ---- | ---- | ---- | ---- |
| Giro de Italia  | -    | -    | -    | Ab.  | 37.º | -    | -    | -    | -    |
| Tour de Francia | 12.º | Ab.  | 10.º | Ab.  | -    | -    | 30.º | -    | -    |
| Vuelta a España | -    | -    | -    | -    | -    | -    | -    | -    | Ab.  |
| Mundial en Ruta | -    | -    | 68.º | 5.º  | -    | -    | -    | -    | -    |

Exp: expulsado por la organización

-: no participa 

Ab.: abandono